# 世界有機農場機會組織

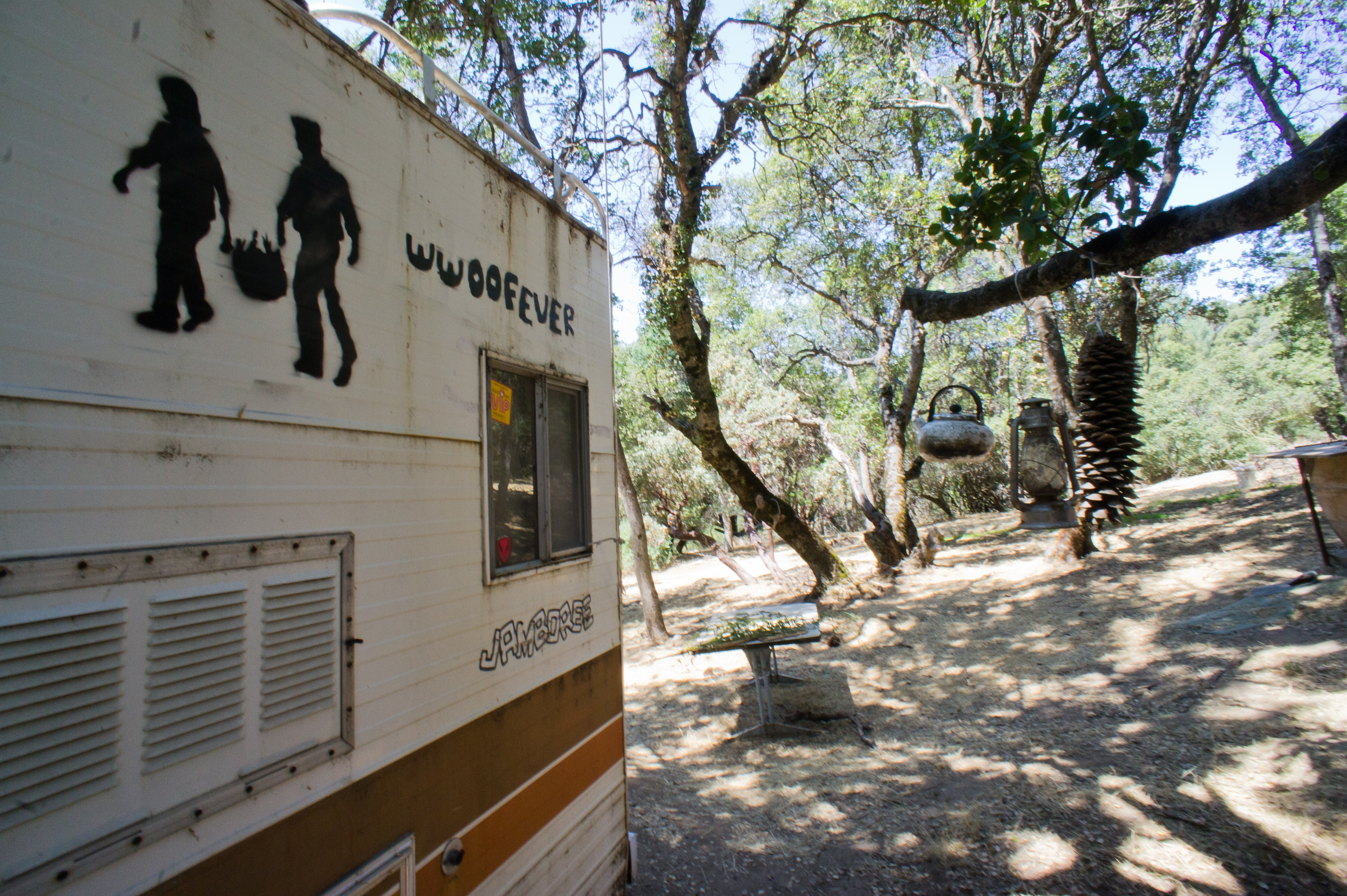
世界有机农场机会组织的营地

世界有机农场机会组织（英文：World-Wide Opportunities on Organic Farms），是一个为志愿者提供关于有机农场服务的松散国际组织。虽然世界有机农场机会组织团体遍布世界许多国家，但是世界有机农场机会组织没有统一的国际组织，也没有全球统一的会员资格。经认证的世界有机农场机会组织有着相似的标注和致力于推动世界有机农场机会组织的共同目标。

## 歷史
世界有机农场机会组织始建于1971年，擔任秘書的婦女Sue Coppard在英格蘭成立了Working Weekends on Organic Farms，宗旨是讓城市人多接觸鄉郊，並同時推動有機耕作。 計劃開始時，她只於周末和四名薩塞克斯郡的Emerson College學生進行體力勞動。
不久，人們注意到這個計劃，不止周末前往當任義工，於是組織更名為Willing Workers on Organic Farms。可是，「work」一詞引起一些城市的勞工與移民問題，混淆「義工」和「勞工」。於是2000年，基於擴展成全球性的自然組織，世界有机农场机会组织的英文全名改為World Wide Opportunities on Organic Farms，然而，一些老會員仍然會使用舊名稱。

## 世界有机农场机会组织的運作
世界有机农场机会组织的目標是提供義工一手的有機與保護生態的槷種方法，從而推動有機耕種，並讓他們感受農村生活并體驗不同國家的風情。
世界有机农场机会组织義工大致上不會收到金錢回報，農家只提供食物、住宿與學習機會，WWOOFers則幫助農家農耕、園藝、畜牧工作為交換。
WWOOFers之間的身份和參與動機差異十分大，由放假的學生至有興趣學習有機耕種的人，有父母帶著的小孩、青少年到退休人士。

## 農場
農場之間亦有差異，有私人花園內的小農場、政府配給地和商業農地。
希望加入世界有机农场机会组织的農家會把資料輸入他們所屬國家的WWOOF組織。尚未成立世界有机农场机会组织組織的地區之中，參與世界有机农场机会组织的農家會列入「獨立名單」，由英國和澳洲的世界有机农场机会组织管理。
世界有机农场机会组织組織會收集資料，並印製成小冊子、或設立網頁。有興趣人士先繳付會員年費，然後取得進入網頁的資格、或小冊子的影印本，以及一張會員卡，由此聯絡農家安排。工作的時間由幾天至數年不等。